# Mesosmittia patrihortae
Mesosmittia patrihortae är en tvåvingeart som beskrevs av Ole Anton Saether 1985. Mesosmittia patrihortae ingår i släktet Mesosmittia och familjen fjädermyggor.
Artens utbredningsområde är South Carolina. Inga underarter finns listade i Catalogue of Life.